# Neosardus percultus
Neosardus percultus är en tvåvingeart som beskrevs av Yeates 1996. Neosardus percultus ingår i släktet Neosardus och familjen svävflugor.
Artens utbredningsområde är Northern Territory, Australien. Inga underarter finns listade i Catalogue of Life.